# Rafael Iriondo
Rafael Iriondo Aurtenetxea (* 24. Oktober 1918 in Gernika; † 24. Februar 2016) war ein spanischer Fußballspieler und -trainer.

## Karriere

### Als Spieler
Iriondo wechselte im Jahr 1940 über Atlético Tetuán zu Atlético Bilbao und prägte dort in den folgenden 13 Jahren eine der erfolgreichsten Phasen der Vereinsgeschichte. Am 29. September 1940 feierte er sein Debüt in der Primera División und bildete gemeinsam mit seinen Teamkollegen Agustín Gaínza, Zarra und José Luis Panizo eine legendäre Angriffsreihe. So gewann Iriondo mit den Basken in der Saison 1942/43 unter Trainer Juan Urquizu die spanische Meisterschaft sowie in den Jahren 1943, 1944, 1945 und 1950 den spanischen Pokal. Am 23. Juni 1946 debütierte er in der spanischen Nationalmannschaft, als diese mit 0:1 gegen Irland unterlag. Bei seinem zweiten und letzten Länderspieleinsatz verlor Spanien mit 1:4 gegen Portugal; Iriondo schoss dabei das einzige Tor der Spanier. Im Jahr 1953 verließ Iriondo nach 115 Toren in 323 Pflichtspielen Atlético Bilbao und spielte anschließend für zwei weitere baskische Vertreter: 1953 kurzzeitig für den Zweitligisten FC Barakaldo und von 1953 bis 1955 für den Erstligisten Real Sociedad. Daraufhin beendete er im Alter von 37 Jahren seine aktive Karriere.
Am 17. Dezember 2011 erhielt Iriondo im Alter von 93 Jahren vor der Ligabegegnung zwischen Athletic Bilbao und Real Saragossa auf dem Rasen des San Mamés für seine Verdienste für den Klub aus dem Baskenland eine offizielle Ehrung.

#### Erfolge
- Spanischer Meister: 1943
- Spanischer Pokalsieger: 1943, 1944, 1945, 1950
- Copa Eva Duarte: 1950

### Als Trainer
Direkt im Anschluss an das Ende seiner aktiven Karriere schlug Iriondo eine Laufbahn als Fußballtrainer ein und trainierte zunächst zwischen 1955 und 1962 unterklassige baskische Vereine wie Deportivo Alavés und den FC Barakaldo. Zur Saison 1968/69 übernahm er mit Atlético Bilbao erstmals einen Erstligisten. Während er mit dem Verein in der Liga nur auf einem enttäuschenden elften Tabellenplatz landete, zog er im Messestädte-Pokal 1968/69 nach Erfolgen gegen den FC Liverpool, Panathinaikos Athen und Eintracht Frankfurt bis ins Viertelfinale ein, ehe man gegen die Glasgow Rangers ausschied. Darüber hinaus gewann Iriondo mit Bilbao in der Copa del Generalísimo 1969 durch einen 1:0-Sieg gegen Elche CF den spanischen Pokal. Trotz der beachtlichen Pokalergebnisse verließ er die Basken nach nur einem Jahr und betreute anschließend den Zweitligisten RCD Español. Obwohl er mit den Katalanen in die Primera División aufstieg, entschied sich Iriondo zu einem Verbleib in der Zweitklassigkeit, indem er das Traineramt bei Real Saragossa übernahm. Nachdem er in der Saison 1970/71 auch mit dem Klub aus Aragonien aufgestiegen war, kehrte er ins Baskenland zurück und wurde zur Spielzeit 1971/72 neuer Trainer des Erstligisten Real Sociedad.
Von 1974 bis 1976 trainierte Iriondo noch einmal Athletic Bilbao und qualifizierte sich mit dem Verein in der Saison 1975/76 als Tabellenfünfter für den UEFA-Pokal. Anschließend wurde Iriondo von Betis Sevilla unter Vertrag genommen. Der Klub aus Andalusien wurde daraufhin 1976/77 Fünfter und gewann erstmals in der Vereinsgeschichte den spanischen Pokal. Daraufhin nahm Iriondo mit dem Verein am Europapokal der Pokalsieger 1977/78 teil, bei dem man jedoch nach Siegen gegen den AC Mailand und 1. FC Lokomotive Leipzig nicht über den Viertelfinalgegner FK Dynamo Moskau hinauskam. Am Ende der Saison 1977/78 stieg der Klub darüber hinaus in die Segunda División ab, woraufhin Iriondo entlassen wurde. Nach eineinhalb Jahren Pause kehrte er im Februar 1980 am 20. Spieltag der Spielzeit 1979/80 als Trainer des abstiegsbedrohten Rayo Vallecano in die Primera División zurück und wähnte sich durch fünf Siege in den ersten zehn Spielen bereits auf einem guten Weg, ehe der Verein aufgrund von vier Niederlagen in den letzten vier Spielen doch noch den Weg in die Zweitklassigkeit antreten musste.
In der Saison 1981/82 trainierte er nochmals Betis Sevilla, verließ den Verein, der sich am Saisonende für den UEFA-Pokal qualifizierte, jedoch nach dem 29. Spieltag und ging anschließend in den Ruhestand.

#### Erfolge
- Spanischer Pokalsieger: 1969, 1977
- Aufstieg in die Primera División: 1970, 1971